# 田灣山
田灣山（英語：Tin Wan Shan）是香港的山峰之一，位於香港島田灣之東北，海拔252米，北面為歌賦山，西面為奇力山，東面為香港仔上、下水塘及班納山。整座山位於香港仔郊野公園範圍。值得留意的是，田灣山道只是田灣市區內的一條街道，未能直達田灣山的山頂或山腰。